# Friedrich Wilhelm Klatt
Friedrich Wilhelm Klatt (13 de febrero de 1825, Hamburgo - 3 de marzo de 1897 ibíd.) fue un botánico alemán, especialista en la flora de África.

## Biografía
De niño mostró talento artístico, pero por razones financieras de la familia no pudo desarrollar una carrera en arte. En 1854 su hermano y él comenzaron la escuela en Hamburgo; estudiando allí hasta el cese de la Guerra Franco-Prusiana, para dedicarse entonces a enseñar ciencias naturales en varias escuelas de Hamburgo.
Sus primeras colecciones botánicas fueron realizadas en la región de Hamburgo hasta las costas del mar del Norte. Su colección fue adquirida por los Jardines Botánicos de Hamburgo, y el profesor Lehman invitó a Klatt para que organizara y mejorara ese herbario. Lehman actuó como mentor de Klatt quien se había concentrado en las familias botánicas de Iridaceae y de Pittosporaceae. Luego revisó a las Iridaceae en Revisio Iridearum, con el que lograría el doctorado honorario de la Universidad de Rostock y que le ofrecieran ser profesor, cargo que él declinó.
Klatt contribuyó al estudio de las Iridaceae en numerosas publicaciones , como Conspectus Florae Africae × Durand v. Schinz, Flora Brasiliensis × Martius, Flora of Central Brazil × Warming, y The Botany of German East Africa.
Sus mayores intereses fueron las familias de Compositae, y sus publicaciones de esta familia cubríeron África Oriental Alemana, Madagascar, Australia, Brasil, Guatemala, Colombia y Costa Rica. Fue correspondiente y visitó Kew, intercambió especímenes con A. Gray y construyó una impresionante colección personal. Realizó detalladas ilustraciones de numerosos especímenes, especialmente de especímenes tipo, que le eran enviados para su identificación.
Luego de su deceso, su herbario fue comprado y donado al Herbario Gray y al Instituto Botánico de la Universidad de Hamburgo.

## Obra
- 1865. Norddeutsche Anlagenflora, 84 pp.

- 1865. Flora des Herzogthums Lauenburg, 224 pp.

- 1866. Die gattung ‘Lysimachia’, 45 pp.

- 1868. Cryptogamenflora von Hamburg, 219 pp.

- 1882. Ergänzungen und Berichtigungen zu Baker's Systema Iridacearum, 70 pp.

- 1894. Conspectus florae africanae. Con T. Durand & H. Schinz, en Iridaceae africanae 5: 143—250

## Honores

### Epónimos
Género
- (Iridaceae) Klattia Baker[1]

Especies
- (Asteraceae) Baccharis klattii Benoist[2]
- (Asteraceae) Eupatorium klattii Millsp.[3]
- (Asteraceae) Liabum klattii B.L.Rob. & Greenm.[4]
- (Asteraceae) Munnozia klattii H.Rob. & Brettell[5]
- (Gentianaceae) Centaurium × klattii P.Fourn.[6]
- (Iridaceae) Iris klattii Kem.-Nath.[7]
- (Iridaceae) Romulea klattii Bég.[8]
- (Primulaceae) Primula klattii N.P.Balakr.[9]
- La abreviatura «Klatt» se emplea para indicar a Friedrich Wilhelm Klatt como autoridad en la descripción y clasificación científica de los vegetales.[10]

## Fuente
- El herbario Klatt de Compositae en Harvard